# Blerike
Blerike är en sjö i Sorsele kommun i Lappland och ingår i Umeälvens huvudavrinningsområde. Blerike ligger i Vindelfjällen Natura 2000-område.